# Wilhelm Stuckart
Wilhelm Stuckart, född 16 november 1902 i Wiesbaden, död 15 november 1953 i Hannover, var en tysk nazistisk politiker. Han deltog i Wannseekonferensen 1942. Efter andra världskriget dömdes han till fängelse som krigsförbrytare.

## Biografi
Stuckart deltog sannolikt i ölkällarkuppen 1923, blev efter studier jur.dr. 1928, domare i underrätt 1930, advokat 1932. Han inträdde i SS 1936 och uppnådde tjänstegraden Obergruppenführer 1944.
Från juni 1933 var Stuckart statssekreterare i preussiska vetenskapsministeriet, 1934 statssekreterare i ministeriet för vetenskap, ut- och folkbildning, 1935 statssekreterare i riksinrikesministeriet och ansvarig för den juridiska utformningen av Nürnberglagarna. Stuckart representerade inrikesminister Wilhelm Frick vid Wannseekonferensen i januari 1942. Han utnämndes till inrikesminister i regeringen Dönitz 1945.
Stuckart internerades av de allierade i Flensburg i maj 1945. Han ställdes inför rätta vid Ministerierättegången, även kallad "Wilhelmstraßeprocessen", i januari 1948 och dömdes till fängelse i tre år och tio månader, vilket ansågs vara avtjänat i häkte. År 1950 åtalad som ”medlöpare till naziregimen” och 1952 dömd till böter om 50 000 D-mark. I november 1953 omkom han i en bilolycka, som enligt vissa källor var arrangerad.

## Skrifter
- 1934: Geschichte im Geschichtsunterricht
- 1936: Kommentare zur deutschen Rassengesetzgebung
- 1938: Rassen- und Erbpflege in der Gesetzgebung des Dritten Reiches (medförfattare Rolf Schiedermair)
- 1938: Partei und Staat (medförfattare Gottfried Neesse)
- 1939: Verwaltungsrecht
- 1939: Rassen- und Erbpflege in der Gesetzgebung des Dritten Reiches (medförfattare Rolf Schiedermair)
- 1941: Neues Staatsrecht I. Der neue Staatsaufbau (medförfattare Rolf Schiedermair)
- 1941: Führung und Verwaltung im Kriege

## Befordringar i SS
- Standartenführer: 13 september 1936
- Oberführer: 30 januari 1937
- Brigadeführer: 30 januari 1939
- Gruppenführer: 30 januari 1942
- Obergruppenführer: 30 januari 1944

## Populärkultur
- I filmen Konspirationen (2001), som handlar om Wannseekonferensen, spelas Wilhelm Stuckart av Colin Firth.
- I den tyska TV-filmen Die Wannseekonferenz från 1984 gestaltas Stuckart av Peter Fitz.
- I den tyska TV-filmen Wannsee 1942 från 2022 porträtteras Stuckart av Godehard Giese.